# イオンモール沖縄ライカム
イオンモール沖縄ライカム（イオンモールおきなわライカム）は、沖縄県中頭郡北中城村に立地するイオンモール運営のショッピングセンター。

## 概要

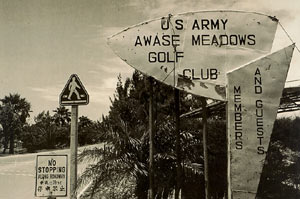
1946年から米陸軍の保養施設となっていた泡瀬メドウズゴルフクラブ (泡瀬ゴルフ場)

米軍基地キャンプ瑞慶覧の米海兵隊ゴルフ場「泡瀬ゴルフ場」が条件付き返還され、アワセ土地区画整理事業区で建設された多機能複合型ショッピングモール。当初は2013年秋の開業が予定されていた。計画・着工時の仮称は「イオンモール北中城」。
商業面積は86,000m2、開業当時でも78,000m2と沖縄県内最大の規模を誇り、商圏は沖縄本島全域におよぶ。また、本施設は他のイオンモール店舗と異なり「リゾートモール」として位置付けられており、地元客のみならず県外から訪れる観光客もターゲットとなっている。

これまで、沖縄県におけるイオングループのショッピングセンターはイオン琉球が運営する「イオンショッピングセンター」で展開していたが、ショッピングセンター全体をイオンモール株式会社が運営する「イオンモール」としての出店は沖縄県初となった。

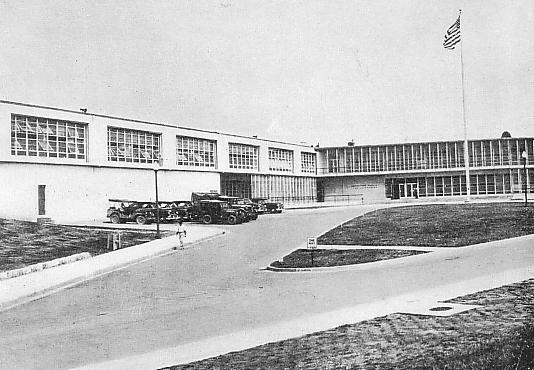
1955年頃の琉球米軍司令部

### 店舗名称について
名称にある「ライカム」（RYCOM）とは、かつて北中城村比嘉地区に置かれていた琉球米軍司令部（Ryukyu Command headquarters）の略であり、本施設が地区周辺にあるライカム交差点に隣接していることや、「ライカム」の名称が沖縄県民に浸透していることから名付けられた。2019年9月7日には、当施設を中心とする周辺一帯の住所が「字ライカム」に変更となった。

## 沿革
- 2009年（平成21年）12月18日 - 地権者らと「複合型商業交流施設の事業実施に関する基本合意書」を締結[広報 6]。
- 2013年（平成25年）6月29日 - 出店計画を発表[広報 3]。
- 2014年（平成26年）2月6日 - 正式名称が「イオンモール沖縄ライカム」に決定[10]。
- 2015年（平成27年）
  - 4月10日 - 施設周辺の道路3つの命名権をイオンモールが取得。それぞれに「イオンモール」を冠し『アライバル通り』『東通り』『南通り』と命名される[注釈 1][11]。
  - 4月25日 - 開業。
- 2019年（平成31年・令和元年）
  - 4月26日 - 増床リニューアルオープン[12]。
  - 9月7日 - 所在地の大字が字比嘉から字ライカムに変更。同時に住所表記もアワセ土地区画整理事業区域から字ライカム1番地に変更となる[広報 5][13]。
- 2021年（令和3年）
  - 4月23日 - 核店舗の「イオンスタイルライカム」をリニューアルオープン[14]。
- 2023年（令和5年）
  - 1月16日 - 近隣にあった諸見郵便局を本モール内に移転した上で局名を「イオンモール沖縄ライカム内郵便局」に改称。同日開局した[15][16]。

## 館内構成
本施設は地上5階建てで、1階の専門店街は隣接する駐車場の一部を店舗化し増床されている。吹き抜けスペースには大型水槽「ライカムアクアリウム」が設置されており、トラフザメやナポレオンフィッシュなどの大型魚なども展示されている。水量は100tを超えており水族館を除いた商業施設内の水槽としては日本最大級となる。
敷地内には地元在住の陶芸家によるシーサー像が設置されており、入口付近には本施設が建設された場所にあった旧字比嘉集落の石碑が建立されている。この他、外部棟「ライカムヴィレッジ」は庭園デザイナーの石原和幸が造園を手掛けている。
フロアの詳細については「フロアガイド」を参照。

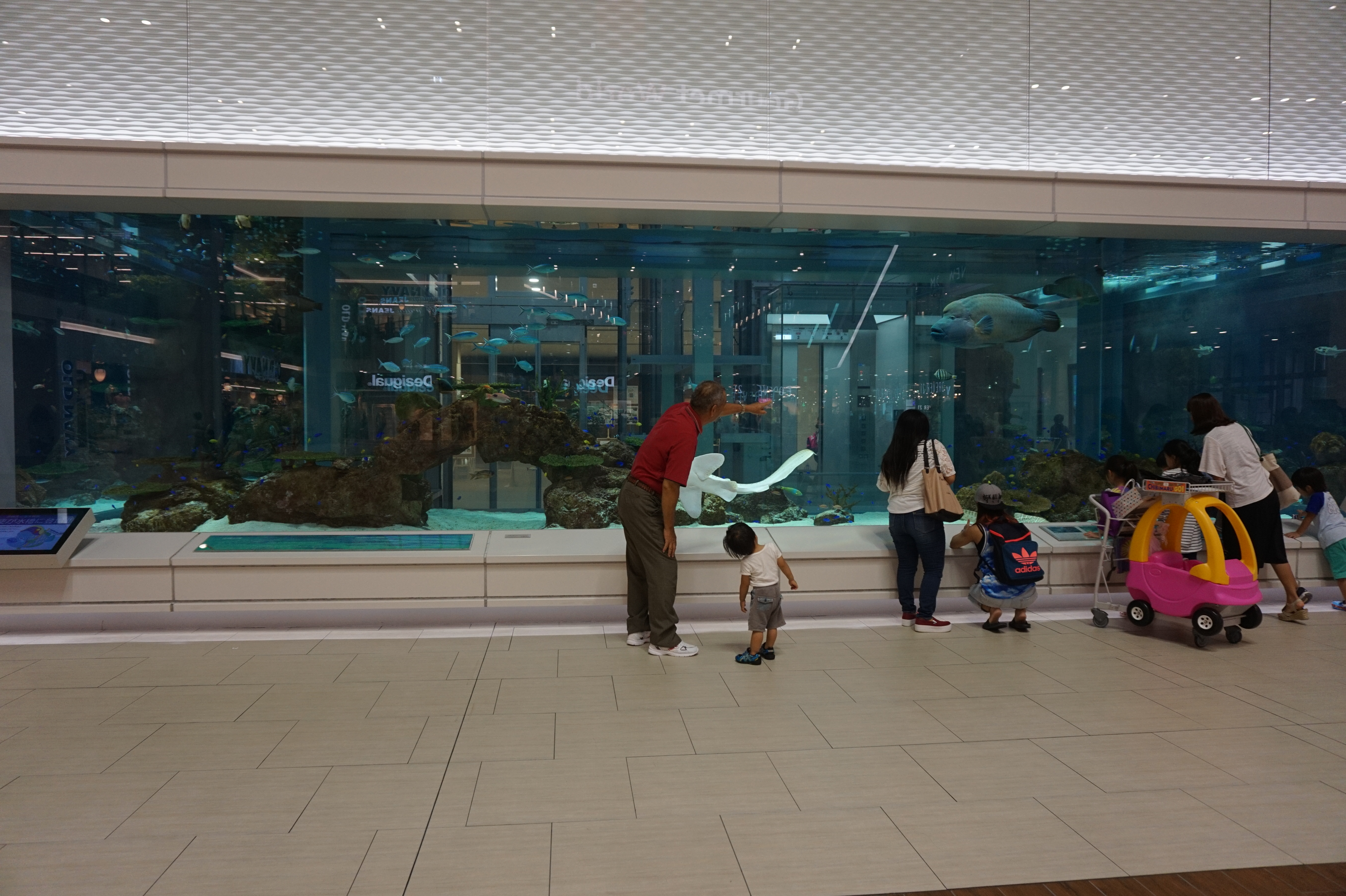
AEON MALL RYCOM AQUARIUM
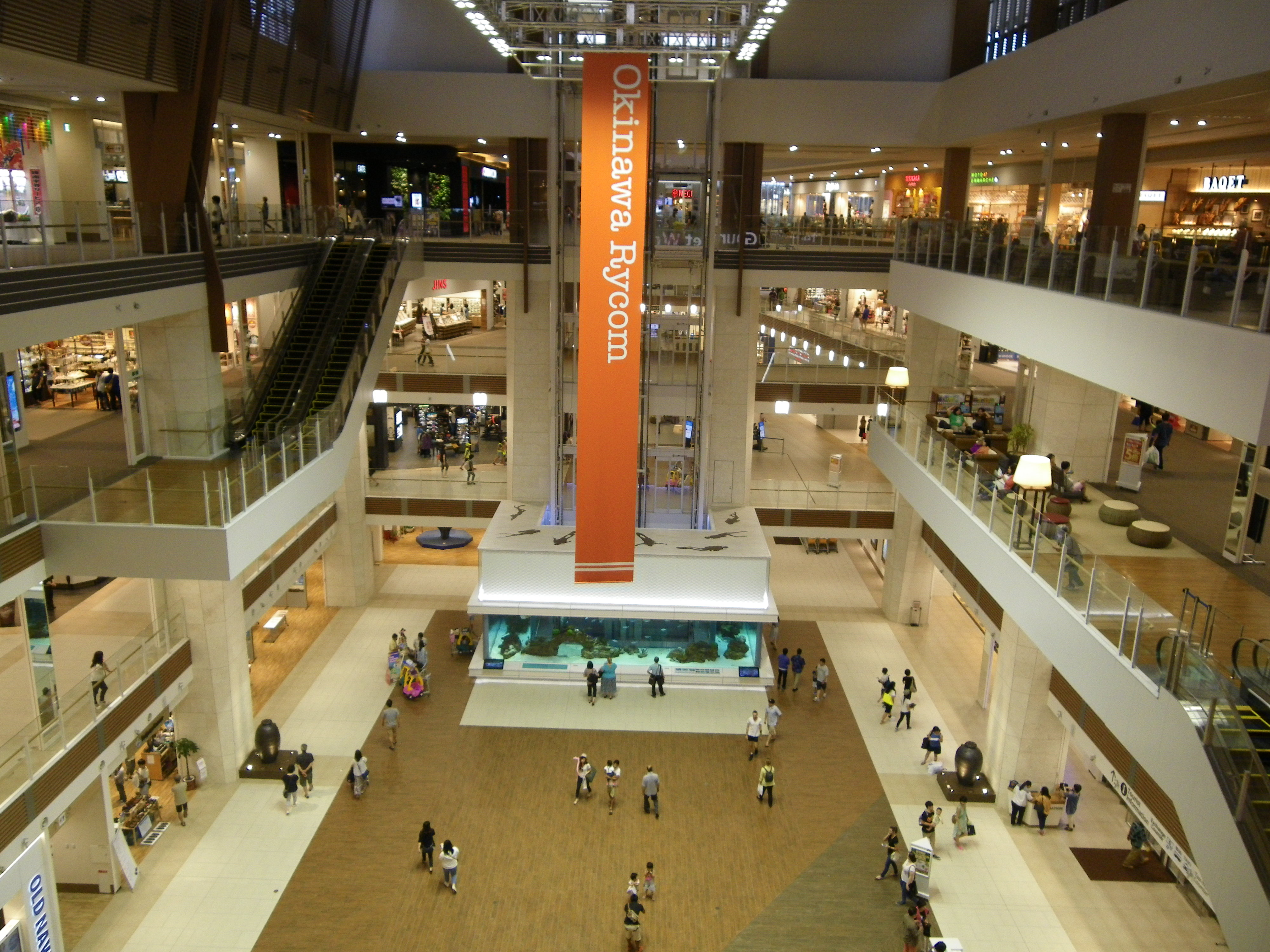
上から見たライカムアクアリウム
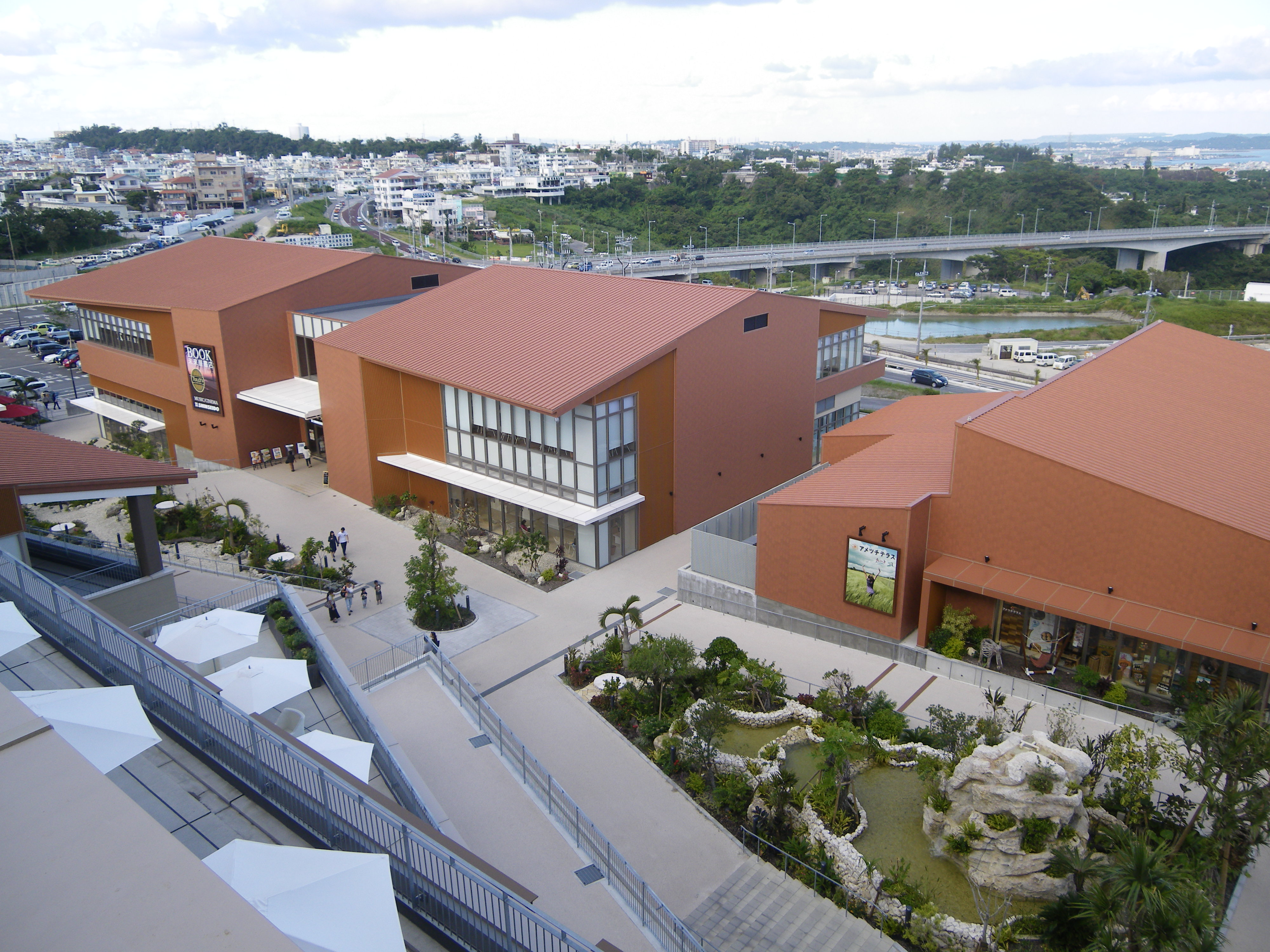
外部棟ライカムヴィレッジ

### 主なテナント
核店舗はイオン琉球が運営する「イオンスタイルライカム」である。開店当初は「イオンライカム店」を名乗っており、店内看板や公式サイトの「ÆON STYLE」表記とは異なっていた。
開業当時は約230店舗が入居しており、うち九州・沖縄地区初出店が49店舗、沖縄県初出店が70店舗である。
テナントの詳細については、「ショップリスト」を参照。

#### シネマライカム
シネマライカムは沖縄県の映画館チェーンである「スターシアターズ」系列のシネマコンプレックスで、本施設の4階に位置する。上映面数は9スクリーンで収容人数は1,403人。

## アクセス

### 高速道路
- 沖縄自動車道の最寄りとしては沖縄南インターチェンジおよび北中城インターチェンジとなる。

### 路線バス
- 最寄りバス停としてイオンモール沖縄ライカムホームページでは敷地内の「イオンモール沖縄ライカム」バス停、国道上の「比嘉西原」バス停、沖縄自動車道上にある「山里」バス停を案内している。
- ◎ - イオンモール沖縄ライカムを全便経由、または発着
- ○ - イオンモール沖縄ライカムを一部便が経由、または発着
- △ - イオンモール沖縄ライカムを経由しない便は比嘉西原が最寄り
- ▲ - 便に関わらず比嘉西原が最寄り
- ■ - 山里が最寄り
  - 各系統ごとの運行本数など詳細は各バス会社の公式サイトを参照。
- 21番・新都心具志川線線（琉球バス交通）○△
- 23番・具志川線（琉球バス交通）▲
- 24番・那覇大謝名線（琉球バス交通）▲
- 25番・那覇普天間線（那覇バス）○
- 27番・屋慶名（大謝名）線（沖縄バス）▲
- 31番・泡瀬西線（東陽バス）▲
- 60番・泡瀬イオンモールライカム線（東陽バス）◎
- 77番・名護東線（沖縄バス）▲
- 80番・与那城線（沖縄バス）▲
- 92番・那覇イオンモール線（沖縄バス）◎
- 93番・屋慶名イオンモール線（沖縄バス）◎
- 96番・北谷イオンモール線（沖縄バス）◎
- 110番・長田具志川線（琉球バス交通）▲
- 111番/117番 高速バス（111番琉球/那覇/沖縄/東陽、117番琉球/那覇/沖縄）■
- 113番・具志川空港線（琉球バス交通）■
- 123番・石川空港線（琉球バス交通）■
- 125番・普天間空港線（那覇バス）○
- 127番・屋慶名（高速）線（沖縄バス）■
- 152番・イオンモール沖縄ライカム（高速）線（琉球バス交通）◎
- 223番・具志川おもろまち線（琉球バス交通）▲
- 227番・屋慶名おもろまち線（沖縄バス）▲
- 331番・急行バス（久茂地経由）（東陽バス）▲
- 777番・急行バス（屋慶名）線（沖縄バス）▲
- 888番・やんばる急行バス 空港線■